# منزل الصناع (ذي السفال)

تعديل مصدري - تعديل

منزل الصناع هي إحدى قرى عزلة وادي ضباء بمديرية ذي السفال التابعة لمحافظة إب، بلغ تعداد سكانها 73 نسمة حسب تعداد اليمن لعام 2004.